# جايلز بوش
جايلز بوش (9 سبتمبر 1956 - ) (بالإنجليزية: Giles Bush)‏ هو لاعب كريكت أسترالي.

## وصلات خارجية
- جايلز بوش على موقع إي آس بي آن كريك إنفو (الإنجليزية)